# Eichsfeld-Scholle

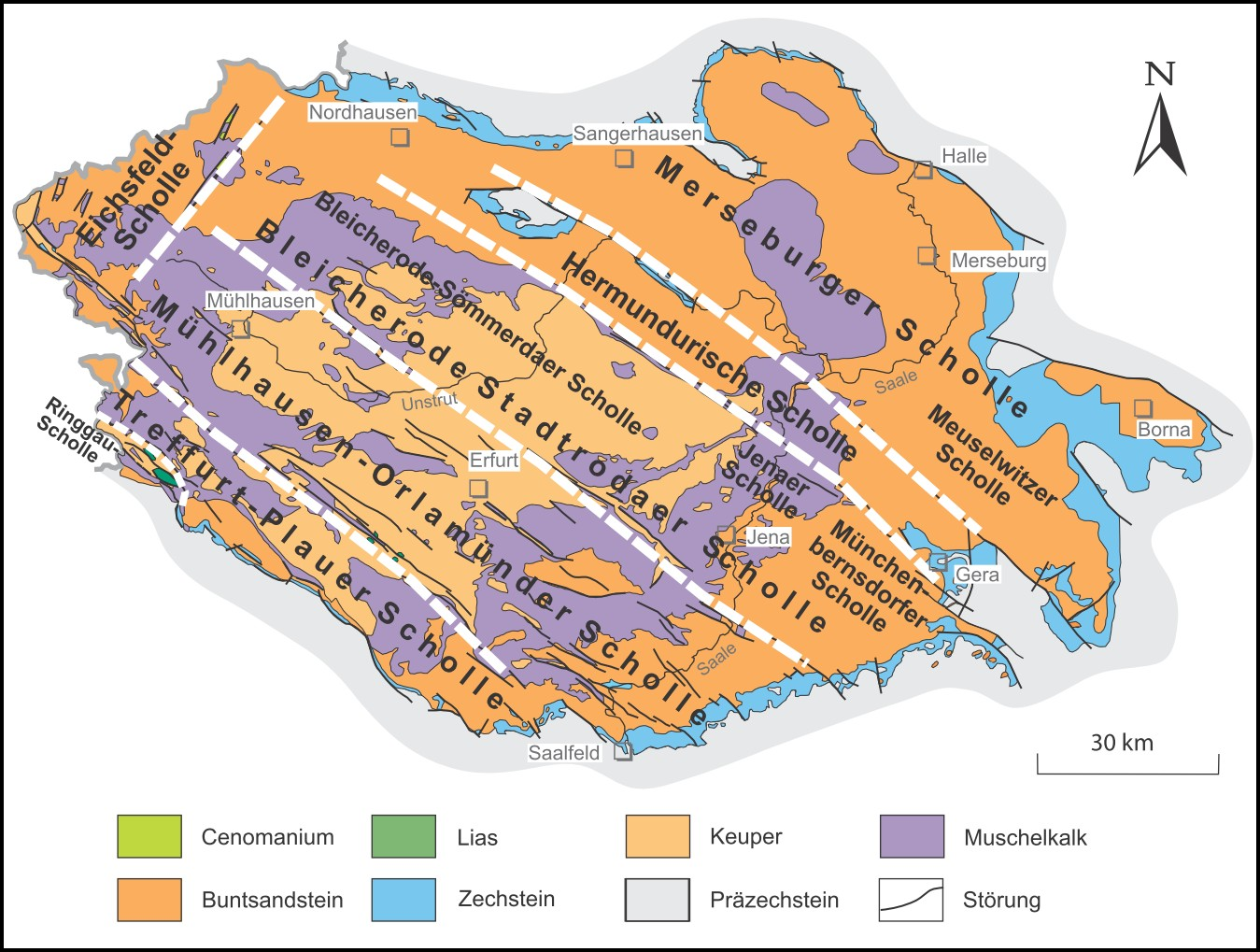
Die Eichsfeld-Scholle nordwestlich des Thüringer Beckens

Die Eichsfeld-Scholle ist die in Nordwestthüringen und im angrenzenden südlichen Niedersachsen gelegene und in NNE-SSW-Richtung  verlaufende Scholle. Sie grenzt mit der Ohmgebirgs-Grabenzone das Thüringer Becken und seine Randplatten nach Nordwesten ab.
Die Scholle umfasst den westlichen Teil des Ohmgebirges und des Düns, den nördlichen und westlichen Teil des Oberen Eichsfeldes bis zur Eichenberg–Gotha–Saalfelder Störungszone, sowie das Eichsfelder Hügelland und das Eichsfelder Becken, einschließlich dessen niedersächsischen Anteile.  

## Struktur
An der Eichsfeld-Scholle sind verschiedene Schichtenfolgen des Muschelkalk und des Buntsandstein beteiligt. Im Bereich der Ohmgebirgsgrabenzone treten einzelne Kreidevorkommen zu Tage. Die Scholle wird durch NNE-SSW streichende Strukturen gegliedert:
- Ohmgebirgsgrabenzone (Sonnenstein, Klien, Richteberg)
- Duderstädter Sattel und Westteil des Leinefelder Sattels
- Gelliehäuser Störung (Hengstberg, Kronenberg, Die Gleichen, Eschenberg, Rohrberg, Heinebrink, Rusteberg)[2]
- Rengelröder Störung (Wessen, Steinberg, Dietzenberg)
- Martinfelder Sattel

## Begrenzungen
Nach Südosten wird die Eichsfeld-Scholle jenseits der Ohmgebirgs-Grabenzone abgegrenzt durch das Thüringer Becken mit der Bleicherode–Stadtrodaer Scholle und der Mühlhausen–Orlamünder Scholle, nach Südwesten durch die Eichenberg–Gotha–Saalfelder Störungszone, nach Nordwesten vom Ostrand des Leinetal-Grabens und im Norden von den Zechsteinauflagerungen im Südharz. 